# Amt Schwarzenbek
Das Amt Schwarzenbe(c)k war eines von vier Ämtern im Herzogtum Sachsen-Lauenburg.

## Umfang

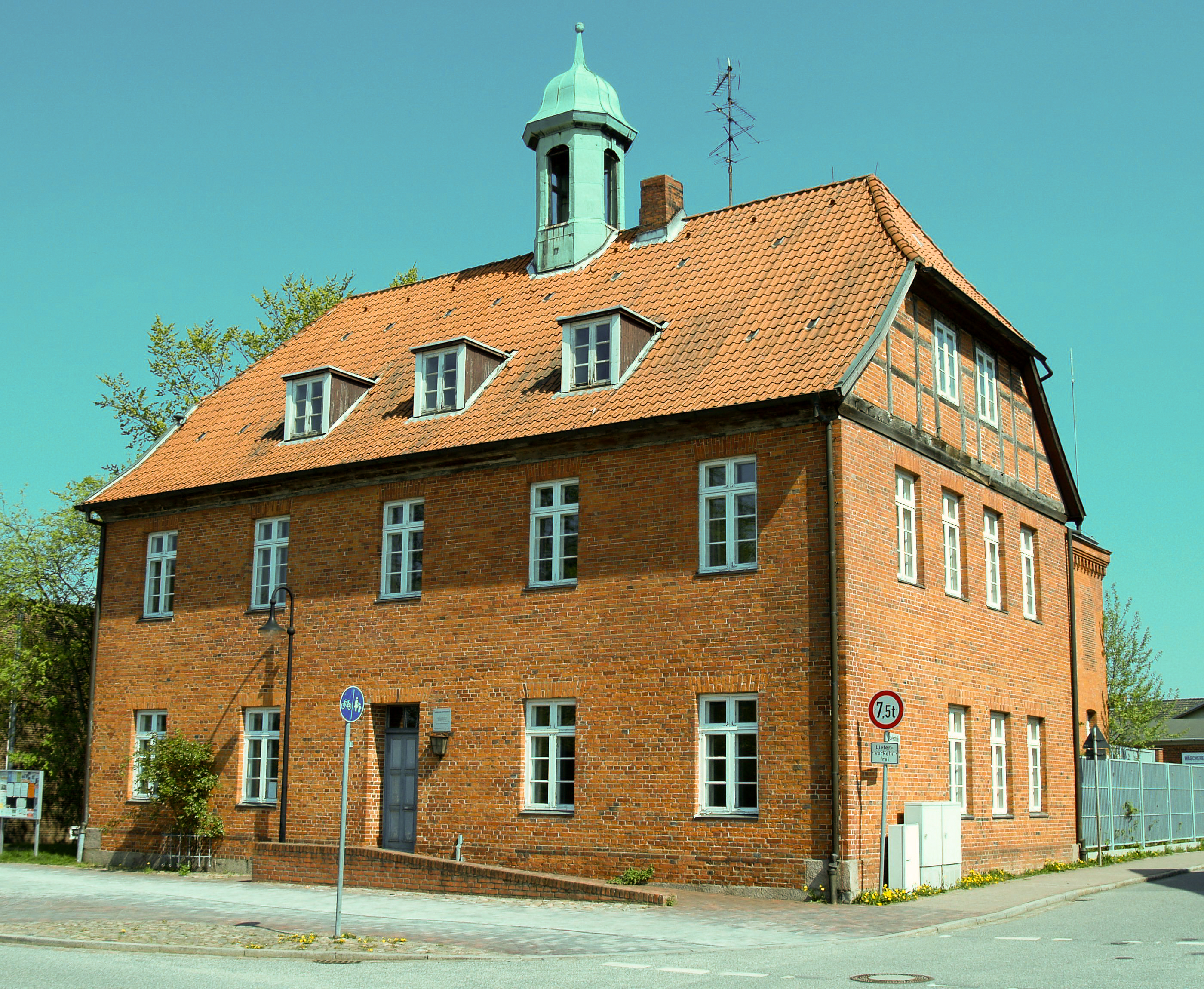
Amtshaus, später Amtsgericht, in Schwarzenbek

Das Amt Schwarzenbeck war das kleinste Amt im Herzogtum. Es umfasste 23  Dörfer. Es zählte im Jahr 1866 etwa 6000 Einwohner (1845 waren es 5795, 1855 dann 6173). Das Amtshaus und die Amtsvogtei befand sich im namensgebenden Ort Schwarzenbek. Zu den Amtsorten zählten: Aumühle, Brunstorf, Dassendorf, Friedrichsruhe, Fuhlenhagen, Hohenhorn, Kuddewörde, Mühlenrade und Rothenbeck, Schwarzenbek, Talkau und Wentorf.

## Auflösung
Nach der Übernahme durch Preußen wurde das Herzogtum Lauenburg zum Kreis Herzogtum Lauenburg. Die Ämter bestanden zunächst noch weiter, wurden aber 1882, als im Kreis Herzogtum Lauenburg die Kreisordnung für die sechs östlichen Provinzen Preußens von 1872 eingeführt wurde, aufgehoben.

## Amtmänner
- 1793–1827 Friedrich Wilhelm Compe
- 1827–1866 Friedrich Seestern-Pauly[1]
- Albrecht Ludwig Joachim Friedrich von Levetzow (1868)[2]